# Puerto Santander
Puerto Santander là một khu tự quản thuộc tỉnh Amazonas, Colombia. Thủ phủ của khu tự quản Puerto Santander đóng tại Puerto Santander Khu tự quản Puerto Santander có diện tích ki lô mét vuông. Đến thời điểm ngày 28 tháng 5 năm 2005, khu tự quản Puerto Santander có dân số 1228 người.